# Đại kiện tướng (cờ vua)
Đại kiện tướng là danh hiệu được trao tặng cho các kỳ thủ cờ vua mạnh bởi Liên đoàn Cờ vua Thế giới (FIDE). Trừ danh hiệu Vô địch Cờ vua Thế giới, đây là danh hiệu cao nhất mà một kỳ thủ có thể đạt được.
Một khi đã đạt được, danh hiệu này được giữ vĩnh viễn, trừ khi có gian lận thì danh hiệu sẽ được thu hồi. Trong các văn bản chính thống, "Đại kiện tướng" thường được viết tắt là "GM"
(Grandmaster);  cùng với các danh hiệu FIDE  nhỏ hơn là "IM" là "Kiện tướng quốc tế (International Master); "FM" là "Kiện tướng FIDE" (FIDE Master) và "CM" là "Kiện tướng ứng viên" (Candidate Master). Cụm từ "Đại kiện tướng quốc tế" ("IGM" - viết tắt của "International Grandmaster") cũng được sử dụng, thường trong các văn bản cũ.
GM, IM, FM là những danh hiệu mở cho cả kỳ thủ nam và nữ. Vào năm 1978, nhà vô địch cờ vua nữ Nona Gaprindashvili trở thành kỳ thủ nữ đầu tiên đạt danh hiệu "Đại kiện tướng", thông qua một quyết định đặc biệt của FIDE. Kỳ thủ nữ đầu tiên thực sự đạt danh hiệu đại kiện tướng nhờ vào kết quả thi đấu là Zsuzsa Polgár vào năm 1991. Từ năm 2000, phần lớn top 10 nữ đều đạt danh hiệu "Đại kiện tướng".
Một danh hiệu khác chỉ dành cho nữ, "Đại kiện tướng nữ" (WGM) cũng thường được sử dụng. Danh hiệu này được trao cho kỳ thủ nữ đạt trình độ cao hơn "Kiện tướng FIDE" (FM) nhưng thấp hơn "Kiện tướng Quốc tế" (IM).
FIDE trao tặng danh hiệu "Đại kiện tướng" (GM) cho các tác giả hoặc người giải cờ thế (xem Danh sách các Đại kiện tướng Cờ thế). Liên đoàn Cờ vua qua thư tín Quốc tế (International Correspondence Chess Federation) trao tặng danh hiệu "Đại kiện tướng Cờ vua qua thư tín" (ICCGM – International Correspondence Chess Grandmaster).
Phần lớn các đại kiện tướng là nam giới, nhưng 40 kỳ thủ nữ đã được trao danh hiệu GM tính đến năm 2022, trong tổng số khoảng 2000 kiện tướng.
Trong bài viết, GM được viết tắt để chỉ "Đại kiện tướng", IM chỉ "Kiện tướng Quốc tế".

## Lịch sử
Cụm từ "Đại kiện tướng" được sử dụng lần đầu là ở bài báo năm 1938 của Bell's Life, đề cập đến Wiliam Lewis là "Đại kiện tướng trong quá khứ của chúng ta". Lewis sau đó đề cập đến Philidor là một Đại kiện tướng. Cụm từ này sau đó cũng được sử dụng với một vài kỳ thủ khác.

### Khoảng cuối thế kỷ 19, đầu thế kỷ 20

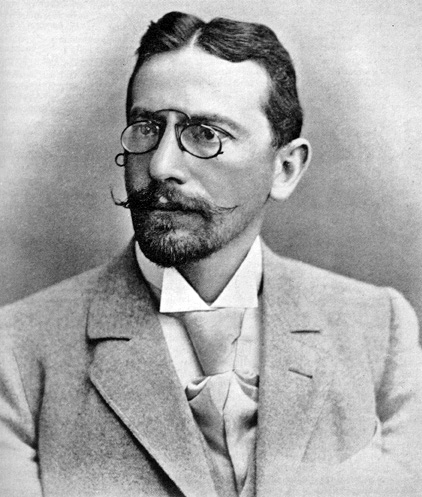
Siegbert Tarrasch (1862-1934)

Tại giải Ostend năm 1907, cụm từ "Đại kiện tướng" ("Großmeister" trong tiếng Đức) được sử dụng. Giải đấu được chia làm hai phần: Giải Vô địch (the Championship) và giải Kiện tướng (the Masters). Giải Vô địch dành cho các kỳ thủ đã từng vô địch một giải đấu quốc tế trước đó. Siegbert Tarrasch vô địch giải này, vượt qua Carl Schlechter, Dawid Janowski, Frank Marshall, Amos Burn và Mikhail Chigorin. Những kỳ thủ này đều được coi là Đại kiện tướng.
Giải San-Sebastián 1912 được vô địch bởi Akiba Rubinstein là một giải nhằm xác định các Đại kiện tướng. Rubinstein vô địch với 12½/19 điểm. Đồng hạng hai là Aron Nimzowitsch và Rudolf Spielmann.
Vì một vài lý do, tại Giải Cờ vua St.Petersburg 1914, danh hiệu "Đại kiện tướng" được chính thức trao tặng bởi Tsar Nicholas II, một trong những người tài trợ giải đấu. Sa hoàng Tsar Nicholas đệ nhị trao tặng danh hiệu cho 5 kỳ thủ:Emanuel Lasker, José Raúl Capablanca, Alexander Alekhine, Siegbert Tarrasch, và Frank Marshall (lần lượt là 3 Nhà Vô địch Cờ vua Thế giới, 2 kỳ thủ cuối là 2 người đã thất bại trong trận tranh chức Vô địch Thế giới trước Lasker). Điều này được đề cập đến trong bài viết của Robert Lewis Taylor vào 15 tháng 6 năm 1940, bài viết của "The New Yorker" và cuốn tự truyện của Marshall "My 50 Years of Chess".

### Những cách sử dụng không chính thức và cách sử dụng ở Liên Xô trước 1950
Trước 1950, cụm từ "Đại kiện tướng" thường được biết đến không chính thức dùng để chỉ các kỳ thủ đạt đẳng cấp thế giới. Liên đoàn Cờ vua Thế giới (FIDE) được lập tại Paris năm 1924 nhưng không đặt ra các tiêu chuẩn về danh hiệu "Đại kiện tướng".
Năm 1927, Liên đoàn Cờ vua Liên bang Xô viết sáng lập danh hiệu "Đại kiện tướng của Liên bang Xô Viết" cho những kỳ thủ Liên Xô. Thời kỳ này, các kỳ thủ Liên Xô không tham dự các trận đấu nằm ngoài lãnh thổ Liên Xô. Danh hiệu này bị bãi bỏ năm 1931, sau khi được trao cho Boris Verlinsky, kỳ thủ dành chức vô địch tại Giải Vô địch Cờ vua Liên Xô. Danh hiệu này được trao tặng trở lại vào năm 1935 cho Mikhail Botvinnik – Đại kiện tướng chính thức đầu tiên của Liên Xô. Verlinsky không được trao lại danh hiệu này.

### Danh hiệu chính thức (Từ 1950 trở đi)

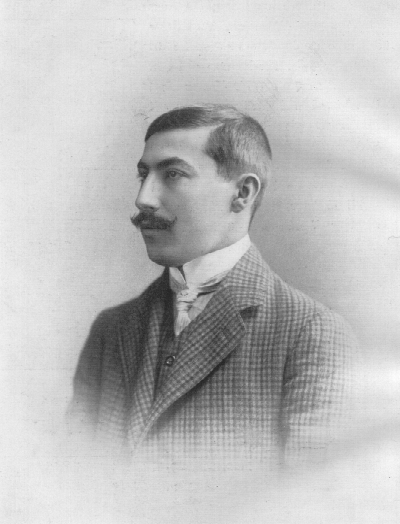
Akiba Rubinstein

Khi FIDE được tái lập sau Chiến tranh Thế giới II, FIDE đặt ra các quy định về các danh hiệu quốc tế. Danh hiệu được trao tặng thông qua nghị quyết của Ủy ban the FIDE General Assembly and the Qualification. FIDE trao tặng danh hiệu Đại kiện tướng năm 1950 cho 27 kỳ thủ. Đó là những kỳ thủ:
- Những kỳ thủ hàng đầu thời bấy giờ: Vô địch thế giới Mikhail Botvinnik và những kỳ thủ đủ tiêu chuẩn tham dự Giải Candidates (xếp hạt giống) năm 1950: Isaac Boleslavsky, Igor Bondarevsky, David Bronstein, Max Euwe, Reuben Fine, Salo Flohr, Paul Keres, Alexander Kotov, Andor Lilienthal, Miguel Najdorf, Samuel Reshevsky, Vasily Smyslov, Gideon Ståhlberg và László Szabó.
- Những kỳ thủ vẫn sống nhưng đã qua thời đỉnh cao, được công nhận là đạt đẳng cấp thế giới:: Ossip Bernstein, Oldřich Duras, Ernst Grünfeld, Borislav Kostić, Grigory Levenfish, Géza Maróczy, Jacques Mieses, Viacheslav Ragozin, Akiba Rubinstein, Friedrich Sämisch, Savielly Tartakower và Milan Vidmar.

Vì FIDE không truy tặng danh hiệu "Đại kiện tướng" nên những kỳ thủ mất trước năm 1950, bao gồm những Nhà Vô địch Thế giới Wihelm Steinitz, Emanuel Lasker, José Capablanca và Alexander Alekhine, không được nhận danh hiệu này.

#### Điều lệ năm 1953

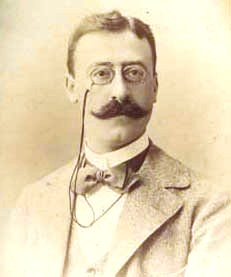
Jacques Mieses

Việc trao tặng danh hiệu với những điều lệ cũ đã gây ra một số vấn đề liên quan đến chính trị. Efim Bogoljubov, kỳ thủ di cư từ Liên Xô sang Đức đã không được mời trong buổi lễ trao tặng danh hiệu "Đại kiện tướng" đầu tiên của FIDE, dù ông chơi 2 trận trong Giải Vô địch Cờ vua Thế giới với Alekhine. Ông được trao tặng năm 1951 do một buổi bỏ phiếu kín với 8/13 phiếu tán thành việc này. Nam Tư ủng hộ quyết định đó nhưng tất cả những nước Xã hội chủ nghĩa còn lại đều không tán thành. Năm 1953, FIDE hủy bỏ những quy định cũ, cho dù điều khoản quy định trao tặng danh hiệu cho những kỳ thủ có tuổi vẫn được giữ lại. Những quy định mới về danh hiệu "Đại kiện tướng Quốc tế" của FIDE thỏa mãn một trong các tiêu chuẩn sau::
1. Vô địch Thế giới.
2. Kỳ thủ đủ tiêu chuẩn tham gia giải Candidates. Hoặc kỳ thủ thế chỗ kỳ thủ vắng mặt và đạt được ít nhất 50% số điểm.
3. Kỳ thủ vô địch một giải đấu quốc tế thỏa mãn các điều kiện đặc biệt hoặc kỳ thủ đứng thứ hai trong hai giải đấu quốc tế trong vòng 4 năm. Các giải đấu này phải có ít nhất 11 vòng với ít nhất 7 kỳ thủ tham dự, 80% là "Đại kiện tướng Quốc tế" hay "Kiện tướng Quốc tế". Đồng thời 30% số kỳ thủ tham dự phải là Đại kiện tướng có quyền tham dự giải Candidates hoặc từng tham gia giải này trong vòng 10 năm.
4. Kỳ thủ chứng tỏ được năng lực của mình ngang bằng với các Đại kiện tướng trong các trận đấu hoặc giải đấu quốc tế. Danh hiệu này được trao tặng bởi Ủy ban Chứng nhận nếu có được sư tán thành của ít nhất 5 thành viên.

#### Điều lệ năm 1957
Sau khi FIDE đặt ra các điều lệ 1953, có một số ý kiến cho rằng các điều lệ này không thực sự phù hợp. Do đó FIDE tiến hành sửa đổi các quy định. Đại hội FIDE ở Viên năm 1957 đặt ra các điều lệ mới, được gọi là hệ thống FAV, được chấp thuận bởi các trọng tài quốc tế Giovanni Ferrantes (Ý), Alexander (có lẽ là Conel Hugh O'Donel Alexander) và Giancarlo Dal Verme (Ý). Với các điều lệ năm 1957, danh hiệu "Đại kiện tướng Quốc tế" của FIDE được tự động trao tặng với:
1. Vô địch Thế giới.
2. Bất cứ kỳ thủ nào giành quyền tham dự giải Candidates từ giải Interzonal, kể cả nếu không tham gia giải Candidates vì bất cứ lý do nào.
3. Bất cứ kỳ thủ nào giành quyền tham dự giải Candidates từ giải Interzonal nhưng không được tham dự vì giới hạn số kỳ thủ tối đa tham dự với một liên đoàn cờ vua.
4. Bất cứ kỳ thủ nào tham dự giải Candidates và giành ít nhất 33+1⁄3 số điểm tối đa.

Các kỳ thủ cũng được Đại hội FIDE trao tặng danh hiệu này nếu được Ủy ban Chứng nhận giới thiệu. Sự giới thiệu được dựa trên hiệu suất thi đấu trong một giải đấu với một số điểm nhất định tùy theo số Đại kiện tướng và Kiện tướng tham dự giải đấu đó.

#### Điều lệ năm 1965
Các mối lo ngại dấy lên khi các điều lệ 1957 quá lỏng lẻo. Tại Đại hội FIDE năm 1961, GM Milan Vidmar cho rằng các điều lệ này "khiến một số kỳ thủ không thật sự xuất sắc được nhận danh hiệu này". Tại Đại hội 1964 ở Tel Aviv, một tiểu ban đã được lập với mục đích thay đổi các điều lệ. Tiểu ban nay đề nghị việc tự động trao danh hiệu cần phải bị hủy bỏ và yêu cầu có một sự thay đổi về thành phần trong Ủy ban Chứng nhận. Một vài đại biểu tán thành các đề nghị của tiểu ban, bao gồm GM Miguel Najdorf, người cho rằng các điều lệ hiện tại sẽ dẫn đến một sự lạm phát các danh hiệu. Tại Đại hội FIDE 1965 ở Wiesbaden, FIDE đưa ra các quy định chuẩn về các danh hiệu. Các điều lệ về danh hiệu "Đại kiện tướng Quốc tế" là
- 1. Bất cứ Nhà Vô địch Thế giới nào cũng được tự động trao tặng danh hiệu Đại kiện tướng.
- 2a. Bất cứ kỳ thủ nào giành được ít nhất 40% số điểm trong trận đấu tứ kết tại giải Candidates.
- 2b. Giành được ít nhất một số điểm nhất định trong một giải đấu bao gồm 55% số điểm trước các Đại kiện tướng và 75% trước các Kiện tướng và 85% trước các kỳ thủ còn lại (một chuẩn Đại kiện tướng)

Để thỏa mãn yêu cầu 2b, ứng viên phải dành một chuẩn Đại kiện tướng trong một giải đấu loại 1a hay 2 chuẩn trong vòng 3 năm với 2 giải đấu loại 1b, hoặc 1 giải loại 2a và 1 giải loại 1b.
Loại giải đấu bao gồm:
- 1a - Có ít nhất 16 kỳ thủ, ít nhất 50% là GM, ít nhất 70% là IM
- 1b - Có ít nhất 12 kỳ thủ, ít nhất 33+1⁄3 là GM và 70% là IM
- 2a - Có ít nhất 15 kỳ thủ, ít nhất 50% là IM
- 2b - Từ 10 đến 14 kỳ thủ, ít nhất 50% là IM.

Vì các danh hiệu FIDE là mãi mãi, các GM hoặc IM không được tính nếu kỳ thủ đó không có một kết quả GM hoặc IM trong một giải đấu trong vòng 5 năm.
Ngoài ra, không có nhiều hơn 50% cộng 1 kỳ thủ cùng quốc tích trong một giải đấu gồm từ 10 đến 12 kỳ thủ, hoặc không có 50% cộng 2 kỳ thủ cùng quốc tịch trong giải đấu lớn hơn.
74 danh hiệu GM đã được trao trong giai đoạn 1951 và 1968. Trong khoảng thời gian này, 10 danh hiệu GM được trao năm 1965 nhưng chỉ 1 vào năm 1966 và 1968.

#### Điều lệ năm 1970
Các điều lệ trao tặng các danh hiệu 1970 của FIDE được rút ra từ sự đề xuất "Dorazil", được trình bày tại Olympiad Cờ vua thứ 19. Đề xuất này được tiến sĩ Wilfried Dorazil (sau này là phó chủ tịch FIDE) và các thành viên trong ủy ban gồm Đại kiện tướng Svetozar Gligorić và Giáo sư Arpad Elo cùng nhau bàn bạc. Các đề xuất này sau đó đều được thông qua.
Thực chất, đề xuất này được giáo sư Elo xây dựng dựa trên hệ thống Elo do chính ông phát minh ra. Với việc mỗi kỳ thủ có một hệ số Elo riêng đánh giá trình độ của chính mình, việc phân loại các giải đấu cũng trở nên dễ dàng hơn, dựa trên trung bình hệ số Elo của các kỳ thủ. Ví dụ, một giải đấu thuộc loại 1 nếu trung bình Elo của các kỳ thủ nằm trong khoảng 2251-2275. Tương tự, giải đấu loại 2 thuộc khoảng 2276-2300. Giải đấu thuộc loại càng cao thì càng có nhiều kỳ thủ mạnh tham dự
Một yếu tố quan trọng khác trong việc trao tặng các danh hiệu là các kỳ thủ phải vượt qua một số điểm nhất định để chứng tỏ họ ở mức Đại kiện tướng (GM) hoặc Kiện tướng (IM). Điểm được tính bằng phần trăm của số điểm giành được với số điểm tối da trừ đi một số thích hợp, do đó phản ánh thực lực của một kỳ thủ.
Người tổ chức giải đấu có thể áp dụng tỉ lệ phần trăm này cho giải đấu của riêng họ và đưa ra một số điểm nhất định mà kỳ thủ cần phải đạt được nếu muốn có kết quả Đại kiện tướng hoặc Kiện tướng (được coi là một chuẩn Đại kiện tướng)
| Giải đấu loại | Elo trung bình | Điểm (GM) | Điểm (IM) |
| ------------- | -------------- | --------- | --------- |
| 1             | 2251–2275      | 85%       | 76%       |
| 2             | 2276–2300      | 83%       | 73%       |
| 3             | 2301–2325      | 81%       | 70%       |
| 4             | 2326–2350      | 78%       | 67%       |
| 5             | 2351–2375      | 76%       | 64%       |

| Giải đấu loại | Elo trung bình | Điểm (GM) | Điểm (IM) |
| ------------- | -------------- | --------- | --------- |
| 6             | 2376–2400      | 73%       | 60%       |
| 7             | 2401–2425      | 70%       | 57%       |
| 8             | 2426–2450      | 67%       | 53%       |
| 9             | 2451–2475      | 64%       | 50%       |
| 10            | 2476–2500      | 60%       | 47%       |

| Giải đấu loại | Elo trung bình | Điểm (GM) | Điểm (IM) |
| ------------- | -------------- | --------- | --------- |
| 11            | 2965- 2997     | 57%       | 43%       |
| 12            | 2526–2550      | 53%       | 40%       |
| 13            | 2551–2575      | 50%       | 36%       |
| 14            | 2576–2600      | 47%       | 33%       |
| 15            | 2601–2625      | 43%       | 30%       |

Để đạt được danh hiệu Đại kiện tướng, một kỳ thủ phải giành được 3 chuẩn GM trong 3 năm, ngoại trừ trường hợp nếu số trận đấu trong một giải đấu của một kỳ thủ không ít hơn 30 trận, khi đó có thể chỉ cần 2 chuẩn Đại kiện tướng để được trao danh hiệu. Cũng có những trường hợp ngoại lệ khi hệ thống tính điểm phải thay đổi đề phù hợp, như với các giải đấu đồng đội.
Đề xuất này bao gồm nhiều luật lệ và quy định, bao gồm:
- Quy định về tiêu chuẩn của một giải đấu.
- Quy định về tiêu chuẩn của kỳ thủ có đủ tư cách tham dự một giải đấu.
- Quy định về những kỳ thủ chưa được xếp hạng (chưa có hệ số Elo).
- Quy định về việc đăng ký tham dự một giải đấu của FIDE.
- Các quy tắc tính toán áp dụng cho hệ thống Elo, phân loại giải đấu,...

## Các quy định hiện nay
Các yêu cầu đề trở thành một Đại kiện tướng là khá phức tạp. Một kỳ thủ phải có hệ số Elo ít nhất 2500 (mặc dù họ không cần phải có Elo trên 2500 để giữ danh hiệu Đại kiện tướng vì danh hiệu này là vĩnh viễn). Hơn nữa, phải có ít nhất 2 chuẩn Đại kiện tướng từ tổng cộng ít nhất 27 trận đấu trong một giải đấu (gồm các Đại kiện tướng có quốc tịch khác) trước khi được FIDE trao tặng danh hiệu. Ngoài ra, nếu một kỳ thủ giành được chức vô địch trong các giải sau: Vô địch Cờ vua Thế giới Nữ và Vô địch Cờ vua Trẻ Thế giới hoặc Vô địch Cờ vua Thế giới dành cho người cao tuổi thì được đặc cách phong danh hiệu "Đại kiện tướng".
Những quy định hiện nay có thể được tra cứu trong sổ tay hướng dẫn của FIDE (FIDE Handbook).

## Lạm phát danh hiệu
Năm 1972, chỉ có 88 Đại kiện tướng trên toàn thế giới với 33 Đại kiện tướng đến từ Liên Xô. Tuy nhiên, hiện tại có đến hơn 1000 Đại kiện tướng trên bảng xếp hạng của FIDE. Nigel Short là kỳ thủ đứng thứ 3 trên thế giới vào năm 1989 với hệ số Elo 2650. Vào thế kỷ 21, mức Elo 2650 chỉ đủ để lọt vào top 100; kỳ thủ đứng thứ 3 trên thế giới thường có mức Elo vào khoảng 2790 trở lên. Tháng 7 năm 2011, cả ba kỳ thủ đứng đầu thế giới đều có mức Elo trên 2800. Một phần nguyên nhân là do hiện nay có nhiều giải đấu hơn trên khắp thế giới với phí đi lại rẻ hơn. Các kỳ thủ Đông Âu và Liên Xô cũng không bị giới hạn như ở thập niên 1990 nữa. Ngoài ra, các kỳ thủ có thể đạt chuẩn Đại kiện tướng hoặc chuẩn Kiện tướng trong các giải đấu mà số trận đấu quá ít, khiến việc dành chuẩn trở nên dễ dàng hơn.
Tháng 12 năm 2008 chứng kiến con số kỷ lục với 1192 Đại kiện tướng và 2916 Kiện tướng khiến FIDE cân nhắc việc nên đặt thêm danh hiệu "Đại kiện tướng Cao cấp" (Elite Grandmaster). Một danh hiệu không chính thức khác là "Siêu Đại kiện tướng" (Super Grandmaster) thường được chỉ các kỳ thủ có hệ số Elo trên 2700.
Sự cân đối giữa số lượng các Đại kiện tướng, Kiện tướng và những kỳ thủ khác trở nên nhỏ đi do ngày càng có nhiều người chơi cờ trên khắp thế giới có hệ số Elo hơn. Một thành viên trong Ủy ban Danh hiệu FIDE và Xếp hạng cho rằng hiện nay những người chơi cờ yếu có thể có được hệ số FIDE dễ dàng hơn nên việc so sánh Đại kiện tướng với các kỳ thủ khác không còn nhiều ý nghĩa nữa.

## Liên kết
- Reqirements for FIDE Titles, from the FIDE Handbook
- FIDE Top Players Lưu trữ ngày 24 tháng 7 năm 2018 tại Wayback Machine